# Andiperla willinki
La perla de los Andes o dragón de la Patagonia (Andiperla willinki) es una especie de plecóptero de la familia Gripopterygidae que habita en los glaciares de la Patagonia, en Argentina y Chile. Pasa toda su vida en el hielo. 
Mide aproximadamente 15 mm y se alimenta de bacterias que viven en el hielo traídas por el viento.

## Descubrimiento
Fue encontrado sobre el glaciar Upsala y descrito por Aubert Willink en 1956. Debido a su rareza, tamaño pequeño, y el hábitat extremo, creyeron que se había extinguido. Sin embargo, fue vuelto a descubrir en 2001 en un glaciar de Torres del Paine en una hendidura profunda de 20 m, en esta ocasión, fue nombrado por la tripulación como "dragón patagónico".